# Diocesi di Giocondiana
La diocesi di Giocondiana (in latino Dioecesis Iucundianensis) è una sede soppressa e sede titolare della Chiesa cattolica.

## Storia
Giocondiana, nell'odierna Algeria, è un'antica sede episcopale della provincia romana di Numidia.
Di questa diocesi africana è noto un solo vescovo, Secondino, che partecipò al concilio di Cabarsussi, tenuto nel 393 dai massimianisti, corrente dissidente dei Donatisti, e ne firmò gli atti; i massimianisti sostenevano la candidatura di Massimiano sulla sede di Cartagine, contro quella di Primiano. Lo stesso Secondino fu presente alla conferenza di Cartagine del 411, che vide riuniti assieme i vescovi cattolici e donatisti dell'Africa romana.
Dal 1933 Giocondiana è annoverata tra le sedi vescovili titolari della Chiesa cattolica; dal 26 giugno 2025 il vescovo titolare è Mamiarisoa Modeste Randrianifahanana, vescovo ausiliare di Antananarivo.

## Cronotassi

### Vescovi
- Secondino † (prima del 393 - dopo il 411) (vescovo donatista)

### Vescovi titolari
- Pierre François Jean-Baptiste Salmon, O.S.B. † (4 giugno 1964 - 24 aprile 1982 deceduto)
- Domenico Crescentino Marinozzi, O.F.M.Cap. † (15 ottobre 1982 - 19 luglio 2024 deceduto)
- Mamiarisoa Modeste Randrianifahanana, dal 26 giugno 2025